# Fake Krist
Fake Krist (Wijster, 1 januari 1904 - Haarlem, 25 oktober 1944) was een Nederlands politieagent.
Fake Krist werd geboren in Wijster, nabij Beilen. Zijn vader was van beroep spoorwegarbeider. Op 3 mei 1923 gaat Fake in militaire dienst, inmiddels wonende te Amsterdam en werkende als suikerwerker. In dienstplicht weet hij op te klimmen tot lid van de Marechaussee en na zijn dienstplicht gaat hij dan ook aan de slag bij de politie. Op 30 januari 1930 trouwt Fake te Breukelen. 2 jaar later overlijdt zijn vrouw te Haarlem.
Hij werkte sinds 1932 bij de Haarlemse politie en was lid van de NSB. Hierdoor was hij in de oorlog verbonden aan het Rechtsfront. Hij spoorde Joden, onderduikers en verzetslieden op. In februari 1943 is Krist betrokken geweest bij de represaillemaatregelen in Haarlem na de aanslag op Alois Bamberger. In 1944 arresteerde hij in één nacht, met hulp van zijn trouwste medewerkers, 26 mensen. Op 22 juli 1944 arresteerde hij op de Pieter Kiesstraat ds.Bastiaan Jan Ader, waardoor hij (onwetend) een plan om Westerbork te bevrijden, verijdelde.

## Liquidatie
Op 25 oktober 1944 werd Fake Krist, een fanatiek medewerker van de Duitse Sicherheitsdienst, door het Haarlems verzet doodgeschoten. Aanvankelijk werd de aanslag toegeschreven aan de verzetsgroep van Hannie Schaft, maar later bleek een politieknokploeg met leden uit Halfweg Fake Krist geliquideerd te hebben. Daartoe was een dag tevoren een geweer gereed gelegd in een piano in een gymlokaal van een school. Toen het verzet de school in wilde werd het gestoord door een conciërge die moest worden vastgebonden. Daarna werd met enkele geweerschoten de zeer achterdochtige en fietsende Krist geliquideerd.
Het boek De aanslag van Harry Mulisch is gebaseerd op de aanslag.

## Represailles
De Duitse bezetter reageerde op de dood van Fake Krist met represailles aan de Westergracht waarbij tien mensen gefusilleerd werden en vier huizen in de as werden gelegd.